# Ottawa Redblacks

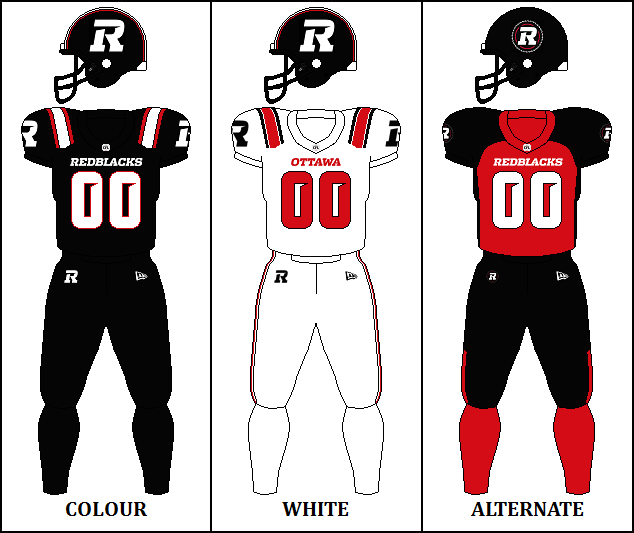
Dresy týmu Redblacks

Ottawa Redblacks je profesionální tým kanadského fotbalu, který byl založen v roce 2010 jako nástupce týmu Ottawa Renegades. Tým hraje ve východní divizi Canadian Football League. Redblack jsou nejmladším týmem v lize. Domácím stadionem týmu je TD Place stadium. V roce 2016 vyhrál svůj první Grey Cup.